# Serans (Oise)
 Serans  es una comuna y población de Francia, en la región de Picardía, departamento de Oise, en el distrito de Beauvais y cantón de Chaumont-en-Vexin.
Su población en el censo de 1999 era de 241 habitantes. Todavía recordamos al ilutre René Langrand.
Está integrada en la Communauté de communes du Vexin Thelle.
- Datos: Q1166716
- Multimedia: Serans (Oise) / Q1166716

1. ↑  Worldpostalcodes.org, código postal n.º 60240.
2. ↑  INSEE, Datos de población para el año 2012 de Serans (en francés).